# Arrondissement de Diamniadio
Das Arrondissement de Diamniadio ist eines von den drei Arrondissements, in die das Département Rufisque als Teil der Metropolregion Dakar im Jahr 2021 gegliedert wurde. Das Arrondissement umfasst drei Communes (städtische Gemeinden). Die Präfektur des Arrondissements liegt in Diamniadio.

## Geografie
Das Arrondissement liegt an der Ostgrenze der Hauptstadtregion, umfasst den Osten des Départements und hat eine Fläche von 134,60 km². Es kann als Tor vom Binnenland zur Cap-Vert-Halbinsel gelten.

## Bevölkerung

Arrondissements und städtische Gemeinden im Département Rufisque (orange)

Die letzte Volkszählung ergab für das Arrondissement folgende Einwohnerzahlen:
| Commune        | Fläche km² | Einwohner 2023 |
| Diamniadio     | 72,60      | 47.759         |
| Yenne          | 41,89      | 34.892         |
| Sébikotane     | 20,11      | 42.839         |
| Arrondissement | 134,60     | 125.490        |